# Crazy Diamond
Crazy Diamond — бокс-сет лучших песен британского рок-музыканта Сида Барретта, был выпущен в 1993 году, включает в себя альбомы The Madcap Laughs, Barrett и сборник Opel, а также различные студийные демозаписи.

## О бокс-сете
Бокс-сет упакован в 6х12-дюймовую упаковку и содержит 24-страничный буклет.
Одновременно с этим релизом, лейбл EMI переиздал классический каталог Барретта: The Madcap Laughs, Barrett и Opel, с бонусами — новыми треками и демозаписями.
Прежде неиздававшиеся песни Барретта с Pink Floyd, «Scream Thy Last Scream» и «Vegetable Man» были перемикшированы Малькольмом Джонсом, они должны были стать бонусами на диске Opel, но эта идея была забракована музыкантами Pink Floyd.

Фил Сми
Нашей главной целью было найти и опубликовать акустические записи Сида, прежде чем он попадёт в руки других музыкантов. Но мы наткнулись на какое-какой интересный материал, который проливает новый свет на методы работы Сида.

### Название
Релиз был назван в честь песни «Shine On You Crazy Diamond», посвященной Барретту, который возглавлял Pink Floyd в начале творческого пути группы.

## Список композиций
Все песни написаны Сидом Барреттом, за исключением отмеченных.

### Диск I —The Madcap Laughs
1. «Terrapin» — 5:04
2. «No Good Trying» — 3:26
3. «Love You» — 2:30
4. «No Man’s Land» — 3:03
5. «Dark Globe» — 2:02
6. «Here I Go» — 3:11
7. «Octopus» — 3:47
8. «Golden Hair» (Сид Барретт/Джеймс Джойс) — 1:59
9. «Long Gone» — 2:50
10. «She Took a Long Cold Look» — 1:55
11. «Feel» — 2:17
12. «If it’s in You» — 2:26
13. «Late Night» — 3:11
14. «Octopus» (Takes 1 & 2) — 3:09
15. «It’s No Good Trying» (Take 5) — 6:22
16. «Love You» (Take 1) — 2:28
17. «Love You» (Take 3) — 2:11
18. «She Took a Long Cold Look at Me» (Take 4) — 2:44
19. «Golden Hair» (Take 5) (Барретт/Джойс) — 2:28

- Композиции 14-19: бонус-треки

### Диск II —Barrett
1. «Baby Lemonade» — 4:11
2. «Love Song» — 3:05
3. «Dominoes» — 4:09
4. «It is Obvious» — 3:00
5. «Rats» — 3:02
6. «Maisie» — 2:51
7. «Gigolo Aunt» — 5:47
8. «Waving My Arms in the Air» — 2:07
9. «I Never Lied to You» — 1:52
10. «Wined and Dined» — 2:59
11. «Wolfpack» — 3:41
12. «Effervescing Elephant» — 1:54
13. «Baby Lemonade» (Take 1) — 3:46
14. «Waving My Arms in the Air» (Take 1) — 2:13
15. «I Never Lied to You» (Take 1) — 1:48
16. «Love Song» (Take 1) — 2:32
17. «Dominoes» (Take 1) — 0:40
18. «Dominoes» (Take 2) — 2:36
19. «It Is Obvious» (Take 2) — 3:51

- Композиции 13-19: бонус-треки

### Диск III —Opel
1. «Opel» — 6:26
2. «Clowns and Jugglers» — 3:27
3. «Rats» — 3:12
4. «Golden Hair» (Барретт/Джойс) — 1:44
5. «Dolly Rocker» — 3:01
6. «Word Song» — 3:19
7. «Wined and Dined» — 3:03
8. «Swan Lee (Silas Lang)» — 3:13
9. «Birdie Hop» — 2:30
10. «Let’s Split» — 2:23
11. «Lanky (Part One)» — 5:32
12. «Wouldn’t You Miss Me (Dark Globe)» — 3:00
13. «Milky Way» — 3:07
14. «Golden Hair» — 1:56
15. «Gigolo Aunt» (Take 9) — 4:02
16. «It Is Obvious» (Take 3) — 3:44
17. «It Is Obvious» (Take 5) — 3:06
18. «Clowns and Jugglers» (Take 1) — 3:33
19. «Late Night» (Take 2) — 3:19
20. «Effervescing Elephant» (Take 2) — 1:28

- Композиции 15-20: бонус-треки

Треки, которые позже были выпущены официально, но не попали на этот сборник:
1. «Bob Dylan Blues» — 3:14
Была издана на сборниках The Best of Syd Barrett: Wouldn't You Miss Me? и An Introduction to Syd Barrett.
2. «Matilda Mother» (альтернативная версия) — 3:14
Была издана на сборнике An Introduction to Syd Barrett.
3. «Rhamadan» — 20:09
Была издана на сборнике An Introduction to Syd Barrett.
4. Все восемь треков из The Radio One Sessions.

## Участники записи
- Сид Барретт — акустическая гитара, электрогитара, вокал, продюсер
- Тим Чэксфилд — координатор проекта
- Дэвид Гилмор — продюсер
- Брайан Хогг — составитель буклета и компиляции, инженер сведе́ния, руководитель проекта, супервайзер ремиксов
- Питер Дженнер — продюсер
- Малькольм Джонс — продюсер
- Алан Роджерс — иллюстратор
- Фил Сми — составитель компиляции, инженер сведе́ния, дизайнер упаковки, руководитель проекта, супервайзер ремиксов
- Роджер Уотерс — продюсер
- Рик Райт — продюсер, клавишные и вокал для «Golden Hair (Take 5)»